# Liste von Sakralbauten in Bochum
Die Liste von Sakralbauten in Bochum umfasst Kirchen in Trägerschaft der christlichen Konfessionen und anderer religiöser Gemeinschaften.

## Katholische Sakralbauten
Finanzielle Probleme zwingen die Träger zur Kirchenschließung. Von den katholischen Kirchen wurden bereits einige säkularisiert und eine auch abgerissen. Das Bistum Essen führt seit 2005 solche Gebäude als „weitere Kirchen“. Davon sind in Bochum mindestens 17 Kirchen betroffen.
| Name                                      | Bild | Stadtteil                 | Errichtung                            | Träger       | Bemerkungen |
| ----------------------------------------- | ---- | ------------------------- | ------------------------------------- | ------------ | --- |
| Propsteikirche St. Peter und Paul         |      | Bochum-Innenstadt         | 1517–1547, 1872–1874                  | Bistum Essen | Pfarrkirche für die Stadtteile Innenstadt, Ehrenfeld, Hamme, Hordel, Hofstede, Riemke und Grumme |
| St. Joseph                                |      | Bochum-Innenstadt         | 1891–1892                             | Bistum Essen | Gemeindekirche für die polnische Gemeinde |
| St. Meinolphus und Mauritius (Bochum)     |      | Bochum-Ehrenfeld          | 1908–1909, 1925–1926                  | Bistum Essen | Gemeindekirche |
| St. Anna                                  |      | Bochum-Engelsburg         | 1929                                  | Bistum Essen | Filialkirche der Gemeinde St. Meinolphus-Mauritius außer Dienst gestellt Sommer 2023 |
| St. Liborius                              |      | Bochum-Grumme             | 1890–1891                             | Bistum Essen | Gemeindekirche Sel. Nikolaus Groß-Gemeinde |
| Heilig-Kreuz                              |      | Bochum-Grumme             | 1909–1910                             | Bistum Essen | Gemeindekirche für kroatische Gemeinde Bochum/Hattingen |
| Herz-Jesu                                 |      | Bochum-Hamme              | 1888–1911                             | Bistum Essen | Gemeindekirche |
| St. Nikolaus von Flüe                     |      | Bochum-Hofstede           | 1955–1956                             | Bistum Essen | Gemeindekirche |
| Kapelle St. Barbara                       |      | Bochum-Hordel             | 1912, 1977                            | Bistum Essen | Filialkirche der Gemeinde St. Nikolaus von Flüe, kein selbstständiges Kirchengebäude |
| St. Franziskus                            |      | Bochum-Riemke             | 1891–1892                             | Bistum Essen | Gemeindekirche |
| Christ-König-Kirche                       |      | Bochum-Innenstadt         | 1931–1932, 1957–1959                  | Bistum Essen | „weitere Kirche“ in der Gemeinde St. Peter und Paul, „Kulturtankstelle“ des Bistums Essen im Jahre 2010, seitdem als „Kunstkirche“ für Ausstellungen genutzt, zudem Nutzung für die Gottesdienste der „Ü30-Kirche“ der Propsteikirche      |
| St. Barbara (2019 abgerissen)             |      | Bochum-Engelsburg         | 1958–1959                             | Bistum Essen | „weitere Kirche“ in der Gemeinde St. Maria Magdalena, Abriss 2019 |
| Hl. Dreifaltigkeit                        |      | Bochum-Hamme              | 1925–1926                             | Bistum Essen | „weitere Kirche“, außer Dienst gestellt am 17. August 2008. Zukunft ungewiss |
| St. Antonius Abbas                        |      | Bochum-Stahlhausen        | 1901–1902                             | Bistum Essen | „weitere Kirche“ in der Gemeinde St. Meinolphus-Mauritius. 2008 geschlossen und 2012 profaniert. Im März 2023 begann der Umbau zum Wohngebäude mit Eigentumswohnungen unter Beibehaltung von Turm und Kirchenschiff bei Abriss des Chores. |
| Herz-Jesu-Kirche                          |      | Bochum-Hordel             | 1927–1928                             | Bistum Essen | „weitere Kirche“, außer Dienst gestellt im November 2007, Zukunft ungewiss |
| St. Marien                                |      | Bochum-Innenstadt         | 1868–1872, 1952–1953                  | Bistum Essen | „weitere Kirche“, 2002 profaniert, 2013–2016 Umbau zum Musikzentrum Bochum unter Einbezug der gesamten Kirche. |
| Liebfrauenkirche (St. Mariae Rosenkranz)  |      | Bochum-Altenbochum        | 1888–1890                             | Bistum Essen | Pfarrkirche für die Stadtteile Bochum-Altenbochum, Laer, Harpen, Langendreer, Werne, Gerthe und Hiltrop |
| St. Elisabeth                             |      | Bochum-Gerthe             | 1912–1913                             | Bistum Essen | Gemeindekirche |
| Hl. Geist                                 |      | Bochum-Harpen             | 1953–1954                             | Bistum Essen | Gemeindekirche am 06.10.2024 außer Dienst gestellt |
| St. Bonifatius                            |      | Bochum-Langendreer        | 1912–1913, Umbau 1960–1961            | Bistum Essen | Gemeindekirche Schließung geplant |
| St. Marien                                |      | Bochum-Langendreer        | 1900–1902, Neubau 1950–1955           | Bistum Essen | Gemeindekirche, Turm des zerstörtes Altbaus in Neubau integriert |
| St. Ludgerus                              |      | Bochum-Langendreer        | 1964–1966                             | Bistum Essen | Filialkirche Am 29.06.2024 außer Dienst gestellt |
| Herz-Jesu-Kirche                          |      | Bochum-Werne              | 1909–1910                             | Bistum Essen | Gemeindekirche Schließung geplant |
| Fronleichnam                              |      | Bochum-Laer               | 1912–1913, 1948, 1969/1970, 1977      | Bistum Essen | „weitere Kirche“, außer Dienst gestellt am 30. August 2008, Zukunft ungewiss |
| St. Joseph                                |      | Bochum-Hiltrop            | 1960–1963, 1979                       | Bistum Essen | „weitere Kirche“, außer Dienst gestellt am 30. August 2008, Wieder in Dienst gestellt am 26. September 2010 |
| St. Thomas Morus (2007 abgerissen)        |      | Bochum-Langendreer        | 1977–1978                             | Bistum Essen | „weitere Kirche“, am 12. März 2006 profaniert, 2007 abgerissen |
| St. Maximilian Kolbe                      |      | Bochum-Kornharpen         | 1976–1978                             | Bistum Essen | „weitere Kirche“, am 30. August 2008 außer Dienst gestellt, Teilabriss 2012, Integration des westl. Schiffes in das Wohnprojekt „Beginenhof“ 2013. Die Kirche wurde im Mai 2023 abgerissen.                                                |
| St. Franziskus                            |      | Bochum-Weitmar            | 1883–1885                             | Bistum Essen | Pfarrkirche für die Stadtteile Weitmar, Dahlhausen, Linden, Wiemelhausen, Querenburg, Hustadt und Steinkuhl |
| Heilige Familie (Heimkehrer-Dankeskirche) |      | Bochum-Weitmar            | 1958–1959                             | Bistum Essen | Filialkirche von St. Franziskus Weitmar |
| St. Engelbert                             |      | Bochum-Oberdahlhausen     | 1902–1903, 1968–1969                  | Bistum Essen | Gemeindekirche |
| St. Johannes Baptist                      |      | Bochum-Wiemelhausen       | 1886–1887, 1930–1932, 1969–1971       | Bistum Essen | Gemeindekirche |
| Liebfrauenkirche                          |      | Bochum-Linden             | 1865–1866, 1901                       | Bistum Essen | Gemeindekirche |
| St. Paulus                                |      | Bochum-Querenburg         | 1970–1972                             | Bistum Essen | Gemeindekirche |
| St. Martin                                |      | Bochum-Querenburg         | 1972–1974, 1989                       | Bistum Essen | Filialkirche |
| St. Michael                               |      | Bochum-Dahlhausen         | 1925–1926                             | Bistum Essen | „weitere Kirche“. Genutzt von der rumänisch-orthodoxen Gemeinde. |
| St. Augustinus                            |      | Bochum-Querenburg         | 1972–1975                             | Bistum Essen | „weitere Kirche“, Zukunft ungewiss, baulicher Bestandteil des ökumenischen Kirchenzentrums im Uni-Center |
| Vierzehnheiligen                          |      | Bochum-Weitmar            | 1956–1957                             | Bistum Essen | „weitere Kirche“, die Kirche wurde im Frühjahr 2014 abgerissen |
| St. Albertus Magnus                       |      | Bochum-Wiemelhausen       | 1962–1964, 1987                       | Bistum Essen | „weitere Kirche“, Schließung im November 2008, seit Ende 2012 Sitz des „TheaterTotal“, das die ehem. Kirche als Aufführungsort nutzt |
| Propsteikirche St. Gertrud von Brabant    |      | Wattenscheid-Mitte        | 1868–1872, 1895–1896, 1903, 1935–1936 | Bistum Essen | Pfarrkirche für Wattenscheid |
| St. Joseph                                |      | Wattenscheid-Heide        | 1959–1961                             | Bistum Essen | Gemeindekirche, seit 2005 unter Denkmalschutz |
| Herz-Mariä-Kirche                         |      | Wattenscheid-Günnigfeld   | 1911–1912, 1953–1954                  | Bistum Essen | Gemeindekirche |
| St. Maria Magdalena                       |      | Wattenscheid-Höntrop      | 1914–1915, 1978–1980                  | Bistum Essen | Gemeindekirche |
| Hl. Theresia vom Kinde Jesu               |      | Wattenscheid-Eppendorf    | 1931, 1971                            | Bistum Essen | Filialkirche; 1. Juli 2023 geschlossen. |
| St. Maria Hilfe der Christen              |      | Wattenscheid-Höntrop      | 1963–1965                             | Bistum Essen | Gemeindekirche |
| Herz-Jesu-Kirche                          |      | Wattenscheid-Sevinghausen | 1908–1909, 1948, 1960–1962            | Bistum Essen | Filialkirche, Sitz des Provinzialats der Societas Christi pro Emigrantibus |
| Pilgerkapelle St. Bartholomäus            |      | Wattenscheid-Sevinghausen | 1395                                  | Bistum Essen | unter Denkmalschutz |
| St. Johannes Baptist                      |      | Wattenscheid-Leithe       | 1913–1914                             | Bistum Essen | Gemeindekirche |
| St. Pius X.                               |      | Wattenscheid-Mitte        | 1955–1956                             | Bistum Essen | „weitere Kirche“, am 17. August 2008 außer Dienst gestellt, nach Umbau seit November 2014 als „Kolumbarium St. Pius“ genutzt |
| St. Nikolaus                              |      | Wattenscheid-Westenfeld   | 1932–1933                             | Bistum Essen | „weitere Kirche“, am 31. August 2008 außer Dienst gestellt, Zukunft ungewiss |
| St. Marien (Zur Schmerzhaften Mutter)     |      | Bochum-Stiepel            | 1914–1915                             | Bistum Essen | Pfarrkirche, soll als eigenständige Klosterpfarrei bestehen bleiben |

## Evangelische Sakralbauten
| Name                         | Bild                 | Stadtteil           | Errichtung                 | Träger                                                                     | Bemerkungen |
| ---------------------------- | -------------------- | ------------------- | -------------------------- | -------------------------------------------------------------------------- | --- |
| Johanniskirche               |                      | Bochum-Mitte        | 1698                       |                                                                            | zerstört 1943 |
| Pauluskirche                 |                      | Bochum-Mitte        | 1655–1659, 1949–1950       | Evangelische Kirche von Westfalen                                          | unter Denkmalschutz |
| Christuskirche               |                      | Bochum-Innenstadt   | 1877–1879, 1957–1959       | Evangelische Kirche von Westfalen                                          | Moderner Kirchenbau neben dem nicht zerstörten Turm; genutzt als Veranstaltungskirche, weniger für Gottesdienste |
| Auferstehungskirche          |                      | Bochum-Mitte        | 1906                       | Evangelisch-methodistische Kirche                                          | |
| Lutherkirche                 |                      | Bochum-Mitte        | 1910–1911                  | Evangelische Kirche von Westfalen                                          | unter Denkmalschutz |
| Immanuelskirche              |                      | Bochum-Mitte        | 1964–1966                  | (evangelisch-freikirchliche) Baptisten-Gemeinde                            | |
| Lukaskirche                  |                      | Bochum-Altenbochum  | 1888–1889                  | Evangelische Kirche von Westfalen                                          | |
| Johannes-Kirche              |                      | Bochum-Altenbochum  | 1966–1967                  | Die Christengemeinschaft (evangelisch-freikirchlich)                       | einziger Sakralbau von Hans Scharoun; unter Denkmalschutz |
| Lutherkirche                 |                      | Bochum-Dahlhausen   | 1911–1912                  | Evangelische Kirche von Westfalen, Evangelische Kirchengemeinde Dahlhausen | unter Denkmalschutz kunstgeschichtlicher Rundgang |
| Melanchthonkirche            |                      | Bochum-Ehrenfeld    | 1911–1913, 1948–1950       | Evangelische Kirche von Westfalen                                          | seit 1989 unter Denkmalschutz |
| Martinikirche                |                      | Bochum-Engelsburg   | 1928–1930                  | Evangelische Kirche von Westfalen                                          | 2006/07 geschlossen. 2015 verkauft. Heute „Eventkirche“ |
| Gemeindezentrum Eppendorf    |                      | Bochum-Eppendorf    | 1978–1979                  | Evangelische Kirche von Westfalen                                          | |
| Christuskirche               |                      | Bochum-Gerthe       | 1909–1910                  | Evangelische Kirche von Westfalen                                          | seit 1989 unter Denkmalschutz |
| Johanneskirche               |                      | Bochum-Grumme       | 1962–1964                  | Evangelische Kirche von Westfalen                                          | |
| Christuskirche               |                      | Bochum-Günnigfeld   | 1925–1927                  | Evangelische Kirche von Westfalen                                          | |
| Kreuzkirche                  |                      | Bochum-Hamme        | 1927, 1961                 | Selbständige Evangelisch-Lutherische Kirche (SELK)                         | 2025 entwidmet |
| Epiphaniaskirche             |                      | Bochum-Hamme        | 1929–1930                  | Selbständige Evangelisch-Lutherische Kirche (SELK)                         | seit 2005 unter Denkmalschutz und ab Mai 2010 Autobahnkirche |
| Gethsemane-Kirche            |                      | Bochum-Hamme        | 1949–1950                  | Evangelische Kirche von Westfalen                                          | Bau des Notkirchenprogramms nach Typenentwurf von Otto Bartning |
| Baptistenkirche              |                      | Bochum-Hamme        | 1959–1960                  | (evangelisch-freikirchliche) Baptistengemeinde                             | |
| Vinzentiuskirche             |                      | Bochum-Harpen       | 12. Jahrhundert, 1905–1906 | Evangelische Kirche von Westfalen                                          | |
| Erlöserkirche                |                      | Bochum-Hiltrop      | 1925–1927                  | Evangelische Kirche von Westfalen                                          | |
| Evangelische Kapelle Höntrop |                      | Bochum-Höntrop      | 1903                       | Evangelische Kirche von Westfalen                                          | |
| Versöhnungskirche            |                      | Bochum-Höntrop      | 1966–1967                  | Evangelische Kirche von Westfalen                                          | |
| Versöhnungskirche            |                      | Bochum-Hordel       | 1906–1908                  | Evangelische Kirche von Westfalen                                          | 2008 entwidmet, seitdem mehrfacher Brandschaden |
| Evangelische Kirche Laer     |                      | Bochum-Laer         | 1973–1974                  | Evangelische Kirche von Westfalen                                          | |
| Christuskirche               |                      | Bochum-Langendreer  | 1740–1744, 1885–1886       | Evangelische Kirche von Westfalen                                          | |
| Pauluskirche                 |                      | Bochum-Langendreer  | 1904–1905                  | Evangelische Kirche von Westfalen                                          | 2019 entwidmet. |
| Lutherkirche                 |                      | Bochum-Langendreer  | 1904–1905                  | Evangelische Kirche von Westfalen                                          | Seit 2002 nicht mehr für Gottesdienste genutzt. Am 17. Juni 2012 entwidmet. Seit 2018 Nutzung durch den Verein „LutherLAB e. V.“ zu einem Stadtteilzentrum für „Geschichte, Bildung, Begegnung, Innovation und Nachhaltigkeit“ |
| Markuszentrum                |                      | Bochum-Langendreer  | 1965                       | Evangelische Kirche von Westfalen                                          | 2005 entwidmet. 2011 abgerissen für Wohnbebauung. Gemeindehaus zu Kindergarten umgebaut. |
| Michaelkirche                |                      | Bochum-Langendreer  | 1966–1970                  | Evangelische Kirche von Westfalen                                          | |
| Kreuzkirche                  |                      | Bochum-Leithe       | 1929–1930                  | Evangelische Kirche von Westfalen                                          | |
| Christuskirche               |                      | Bochum-Linden       | 1874–1877                  | Evangelische Kirche von Westfalen                                          | |
| Gemeindezentrum Hustadt      |                      | Bochum-Querenburg   | 1970–1971                  | Evangelische Kirche von Westfalen                                          | |
| Apostelkirche                |                      | Bochum-Querenburg   | 1972–1975                  | Evangelische Kirche von Westfalen                                          | baulicher Bestandteil des ökumenischen Kirchenforums im Uni-Center |
| Trinitatiskirche             |                      | Bochum-Riemke       | 1960–1961                  | Evangelische Kirche von Westfalen                                          | |
| Friedenskirche               |                      | Bochum-Stahlhausen  | 1967–1969                  | Evangelische Kirche von Westfalen                                          | erweiterte Nutzung der Kirche bei Schließung bzw. Fremdvermietung des ehem. Gemeindehauses |
| Thomaszentrum                |                      | Bochum-Steinkuhl    | 1970–1971                  | Evangelische Kirche von Westfalen                                          | |
| Stiepeler Dorfkirche         | Stiepeler Dorfkirche | Bochum-Stiepel      | 12. und 14. Jahrhundert    | Evangelische Kirche von Westfalen                                          | kunsthistorisch bedeutende mittelalterliche Wandmalereien |
| Alte Kirche                  |                      | Bochum-Wattenscheid | 1676–1763                  | Evangelische Kirche von Westfalen                                          | |
| Friedenskirche               |                      | Bochum-Wattenscheid | 1879–1880, 1966–1967       | Evangelische Kirche von Westfalen                                          | |
| Matthäuskirche               |                      | Bochum-Weitmar      | 1866–1868                  | Evangelische Kirche von Westfalen                                          | |
| Kirche Zum Guten Hirten      |                      | Bochum-Weitmar      | 1964–1966                  | Evangelische Kirche von Westfalen                                          | 2019 entwidmet, heute Wohnhaus |
| Evangelische Kirche Werne    |                      | Bochum-Werne        | 1895–1896, 1957            | Evangelische Kirche von Westfalen                                          | seit 1989 unter Denkmalschutz |
| Petrikirche                  |                      | Bochum-Wiemelhausen | 1901–1903                  | Evangelische Kirche von Westfalen                                          | seit 1989 unter Denkmalschutz |
| Baumhofzentrum               |                      | Bochum-Wiemelhausen | 1971–1972                  | Evangelische Kirche von Westfalen                                          | |

## Jüdische Bethäuser / Synagogen
| Name                                   | Bild | Stadtteil           | Errichtung           | Träger | Bemerkungen                                                  |
| -------------------------------------- | ---- | ------------------- | -------------------- | ------ | ------------------------------------------------------------ |
| Synagoge Wattenscheid                  |      | Bochum-Wattenscheid | 1827–1829            |        | zerstört in der Pogromnacht 1938                             |
| Alte Bochumer Synagoge                 |      | Bochum-Mitte        | 1861–1863, 1895–1896 |        | zerstört in der Pogromnacht 1938                             |
| Trauerhalle auf dem jüdischen Friedhof |      | Bochum-Wiemelhausen | 1928                 |        | 1938 unzerstört, bis 2007 auch in gottesdienstlicher Nutzung |
| Neue Synagoge Bochum                   |      | Bochum-Mitte        | 2006–2007            |        | eingeweiht im Dezember 2007                                  |

## Islam
| Name                         | Bild | Stadtteil | Errichtung | Träger | Bemerkungen                                    |
| ---------------------------- | ---- | --------- | ---------- | ------ | ---------------------------------------------- |
| Moschee Querenburger Str. 65 |      |           |            |        | getragen vom „Islamischen Kulturverein Bochum“ |